# پاول هیرش (سیاستمدار)
پاول هیرش مایر به عنوان بزرگترین نخست وزیر پروس میتوان یاد کرد که یک ناسیونالیست بود.
که در ۸ آگوست سال ۱۹۱۸ به مقام نخست وزیری منصوب شد وی اخرین نخست وزیر دوره ویلهلم دوم بود 
در دوران نخست وزیری او فشار ها از خارج و داخل به او زیاد شده بود چرا که اعتقاد داشتن هیرش اصلا اهل پروس نبود و خودرای بودن آن موجب شد که  سر انجام در کش قوس های سیاسی فرمان ایالت آزاد پروس را صادر کند که موجب انحلال پادشاهی پروس شد
وی پس از برکناری به زادگاه مادری اش در بادن_وورتمبرگ که منطقه ای در شهر اشتوتگارت در جنوب آلمان است نقل مکان کرد و سپس در سن ۵۸ سالگی از دنیا رفت